# Алушовски, Стевче
Стевче Алушовски (макед. Стевче Алушовски, 1 октября 1972, Сидней, Австралия) — югославский и северомакедонский гандболист и тренер.

## Биография
Стевче Алушовски родился 1 октября 1972 года в австралийском городе Сидней. В раннем детстве вместе с семьёй вернулся в город Битола в югославской республике Македонии.
По образованию — инженер-механик (машиностроительный факультет в Битоле) и магистр спортивных наук (Университет ФОН).

### Игровая карьера
Начал заниматься гандболом в Битоле с 14 лет, с 1989 года играл на молодёжном уровне за местный «Пелистер». Успел провести три сезона в единой югославской лиге.
Выступал на позиции левого крайнего. В сезоне-1990/1991 дебютировал в составе мужской команды «Пелистера». Играл за него до 1995 года, а затем в 1997—2000 и 2004—2005 годах. Также защищал цвета «Яфы Промет» из Ресена (1995—1997), «Вардара Ватростальны»/«Вардара Про» из Скопье (2000—2004, 2005—2010) и «Металлурга» из Скопье (2010—2013). 13 раз становился чемпионом страны, 11 раз — обладателем Кубка. В 2004 году был признан лучшим гандболистом Республики Македонии.
В 1993—2013 годах провёл за сборную Республики Македонии 245 матчей. Алушовски — рекордсмен национальной команды по числу сыгранных встреч. Он был в составе сборной на чемпионате Европы 1998 года (12-е место), чемпионате мира 2009 года (11-е место) и чемпионате Европы 2012 года (5-е место).

### Тренерская карьера
По окончании игровой карьеры стал тренером. В 2014 году основал гандбольную академию в Скопье. В 2017—2018 годах тренировал «Пелистер», в 2019 году — «Еурофарм Работник» из Битолы. В том же году возглавил «Вардар-1961» из Скопье.

## Достижения

### В качестве игрока
Пелистер Битола
- Чемпион Республики Македонии (6): 1993, 1994, 1996, 1998, 2000, 2005.
- Обладатель Кубка Республики Македонии (5): 1995, 1996, 1998, 1999, 2005.

 Вардар Ватростальна / Вардар Про
- Чемпион Республики Македонии (5): 2002, 2003, 2004, 2007, 2009.
- Обладатель Кубка Республики Македонии (4): 2003, 2004, 2007, 2008.

 Металлург
- Чемпион Республики Македонии (2): 2011, 2012.
- Обладатель Кубка Республики Македонии (2): 2011, 2013.